# Iker Fernández
Iker Fernández Roncal (San Sebastián, 9 de septiembre de 1977) es un deportista español que compitió en snowboard, especialista en la prueba de campo a través.
Participó en tres Juegos Olímpicos de Invierno, ocupando el 19.º lugar en Nagano 1998, el 23.er lugar en Salt Lake City 2002 y el 28.º en Turín 2006. En 2002, fue el abanderado de la delegación española en la ceremonia de apertura de los Juegos Olímpicos de Salt Lake City. 